# Пурпурный запретный небосвод
Пурпу́рный запре́тный небосво́д (кит. трад. 紫微垣, пиньинь Zǐ wēi yuán) — это первый из Сань Юань (кит. трад. 三垣, пиньинь Sān yuán) или Трёх небосводов (небесные королевства). Звезды и созвездия этой группы лежат вблизи северного небесного полюса и видны весь год из средних широт северного полушария.

## Созвездия и астеризмы
| №  | Название                          | Китайское название | Кол. звёзд | Западное созвездие               | Описание | Примечания |
| -- | --------------------------------- | ------------------ | ---------- | -------------------------------- | --- | --- |
| 1  | Северный полюс                    | 北極               | 5          | Малая Медведица, Жираф           | Пять звёзд Северного полюса | Состоит из: - 1-я звезда — Наследный принц (太子) - 2-я звезда — Император (帝) - 3-я звезда — Сын наложницы (庶子) - 4-я звезда — Наложница (後宮) - 5-я звезда — Небесный опорный пункт (天樞) |
| 2  | Четыре советника                  | 四輔               | 4          | Малая Медведица, Жираф           | Четыре помощника древнего императора Чена                                                                                             | |
| 3  | Великий небожитель                | 天乙               | 1          | Дракон                           | Один из трёх богов древней легенды | |
| 4  | Первый небожитель                 | 太乙               | 1          | Дракон                           | Один из трёх богов древней легенды | |
| 5  | Левая стена                       | 紫微左垣           | 8          | Дракон, Цефей, Кассиопея         | Восемь звёзд-хранителей слева | Состоит из: - 1-я звезда — Левая опора (左樞) - 2-я звезда — Первый премьер (上宰) - 3-я звезда — Второй премьер (少宰) - 4-я звезда — Первый министр (上弼) - 5-я звезда — Второй министр (少弼) - 6-я звезда — Первый Имперский Гвардеец (上卫) - 7-я звезда — Второй Имперский Гвардеец (少卫) - 8-я звезда — Второй премьер-министр (少丞) |
| 6  | Правая стена                      | 紫微右垣           | 7          | Большая Медведица, Дракон, Жираф | Семь звёзд-хранителей справа | Состоит из : - 1-я звезда — Правая опора (右樞) - 2-я звезда — Второй главный судья (少尉) - 3-я звезда — Первый министр (上辅) - 4-я звезда — Второй министр (少辅) - 5-я звезда — Первый Имперский Гвардеец (上卫) - 6-я звезда — Второй Имперский Гвардеец (少卫) - 7-я звезда — Первый премьер-министр (上丞)                              |
| 7  | Скрытая добродетель               | 陰德               | 2          | Дракон                           | Скрытые запретные дела Императора | |
| 8  | Королевский секретарь             | 尚書               | 5          | Малая Медведица, Дракон          | Королевское положение | |
| 9  | Женский протокол                  | 女史               | 1          | Дракон                           | Женщина-офицер по этикету королевы | |
| 10 | Чиновник королевского архива      | 柱史               | 1          | Дракон                           | Офицер, который несёт ответственность за исторические записи                                                                          | |
| 11 | Горничные в ожидании              | 御女               | 4          | Дракон                           | Жёны или наложницы | |
| 12 | Небесный ствол                    | 天柱               | 5          | Дракон, Цефей                    | Ствол местного почтового узла, также ответственного за поддержку земли                                                                | |
| 13 | Главный судья                     | 大理               | 2          | Жираф                            | Судья слушания | |
| 14 | Изогнутый массив                  | 勾陳               | 6          | Малая Медведица, Цефей           | Изогнутая материя в виде крюка, в древние времена считалась гаремом Жёлтого императора или Принцессой небес                           | |
| 15 | Верхняя шестёрка                  | 六甲               | 6          | Жираф, Цефей                     | Атрибут, для корректировки шести десятилетий                                                                                          | |
| 16 | Великий Император Небес           | 天皇大帝           | 1          | Цефей                            | Император Небес | |
| 17 | Внутренние пять покоев Императора | 五帝內座           | 5          | Цефей, Кассиопея                 | Пять помещений Императора Небес | |
| 18 | Навес императора                  | 華蓋               | 7          | Кассиопея                        | Набор зонтов, используемые Императором Небес                                                                                          | |
| 19 | Опора навеса                      | 杠                 | 9          | Жираф, Кассиопея                 | Ручка навеса | |
| 20 | Гостевой дом                      | 傳舍               | 9          | Жираф, Кассиопея Цефей           | Добро пожаловать в древние помещения                                                                                                  | |
| 21 | Внутренние ступени                | 內階               | 6          | Большая Медведица                | Лестница для перехода в Фиолетовый дворец                                                                                             | |
| 22 | Небесная кухня                    | 天廚               | 6          | Дракон                           | Кухня офицеров-генералов | |
| 23 | Восемь видов культур              | 八穀               | 8          | Жираф, Возничий                  | Восемь видов сельскохозяйственных культур: рис, просо, ячмень, пшеница, соя, фасоль, каштан, конопля или чиновники по землеустройству | |
| 24 | Небесная цепочка                  | 天棓               | 5          | Дракон, Геркулес                 | Сельскохозяйственное устройство для перемалывания зерна                                                                               | |
| 25 | Внутренняя кухня                  | 內廚               | 2          | Дракон                           | Кухня предназначена для храма | |
| 26 | Административный центр            | 文昌               | 6          | Большая Медведица                | Шесть государственных ведомств или чиновников                                                                                         | |
| 27 | Три верховных инструктора         | 三師               | 3          | Большая Медведица                | Верховные инструкторы | |
| 28 | Три превосходительства            | 三公               | 3          | Гончие Псы                       | Небесные вельможи и знать | |
| 29 | Небесная кровать                  | 天床               | 6          | Малая Медведица, Дракон          | Небесная кровать | |
| 30 | Члены королевской семьи           | 太尊               | 1          | Большая Медведица                | Члены королевской семьи и предки | |
| 31 | Небесная тюрьма                   | 天牢               | 6          | Большая Медведица                | Аристократические тюремные покои | |
| 32 | Страж Солнца                      | 太陽守             | 1          | Большая Медведица                | Министр или генерал по контролю за Солнцем                                                                                            | |
| 33 | Евнух                             | 勢                 | 4          | Малый Лев                        | Евнухи | |
| 34 | Премьер-министр                   | 相                 | 1          | Гончие Псы                       | Премьер министр | |
| 35 | Тёмное копьё                      | 玄戈               | 1          | Волопас                          | Небесное оружие | |
| 36 | Судья за благородство             | 天理               | 4          | Большая Медведица                | Тюремное заключение в тюрьме или благородный судья                                                                                    | |
| 37 | Северный ковш                     | 北斗               | 7          | Большая Медведица                | Большая Медведица | Состоит из : - 1-я звезда — Небесный ствол (天樞) - 2-я звезда — Небесный вращающийся нефрит (天璇) - 3-я звезда — Небесная сияющая жемчужина (天機) - 4-я звезда — Небесный Баланс (天權) - 5-я звезда — Нефритовая прицельная труба (玉衡) - 6-я звезда — Открыватель тепла (開陽) - 7-я звезда — Мерцающий блеск (搖光)                     |
| 38 | Ассистент                         | 輔                 | 1          | Большая Медведица                | Министр Северной Медведицы (кит. название)                                                                                            | |
| 39 | Небесное копьё                    | 天槍               | 3          | Волопас                          | Оружие охраны | |